# Národní rada Slovenské republiky

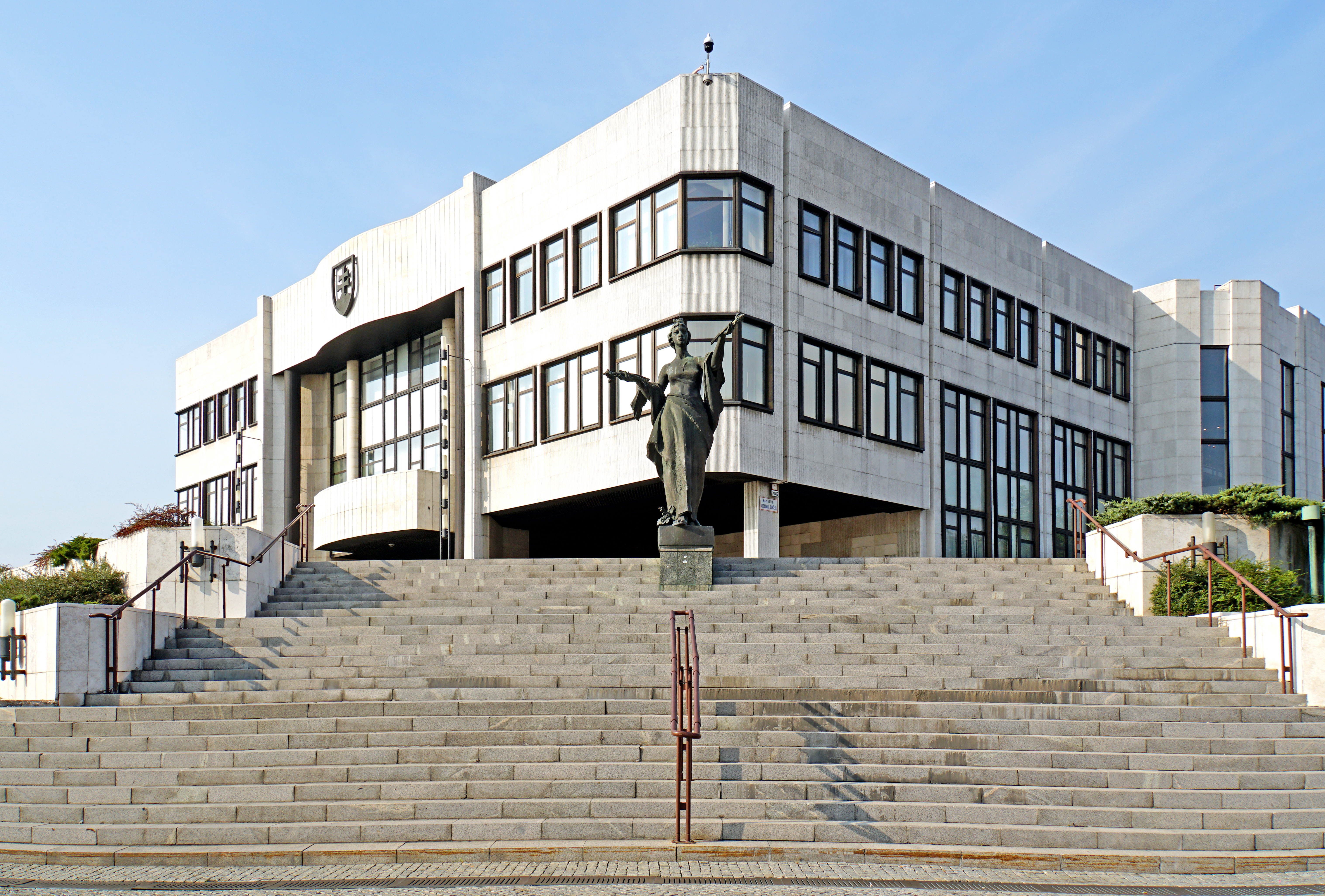
Budova Národní rady v Bratislavě

Národní rada Slovenské republiky (slovensky: Národná rada Slovenskej republiky, zkráceně Národná rada nebo NR SR) je jednokomorový ústavodárný a zákonodárný orgán na Slovensku. Jako volený orgán reprezentuje suverenitu státu a lidu. Od roku 1969 do roku 1992 se nazýval Slovenská národní rada. V České republice je její obdobou dvoukomorový Parlament České republiky.
Národní radu tvoří 150 poslanců zvolených na čtyřleté volební období. Zasedání Národní rady jsou stálá.

## Role a pravomoci
Role Národní rady spočívají především v:
- Zákonodárném procesu
  - Schvalování nebo zamítnutí návrhů zákonů (včetně zákonů ústavních).
  - Návrhy zákonů se podávají Národní radě. Zákonodárnou iniciativu mají: poslanci, výbory Národní rady a vláda.
  - Přehlasování prezidentského veta.
- Kontrole a legitimizaci moci výkonné
  - Vyslovuje důvěru nebo nedůvěru slovenské vládě nebo jednotlivým jejím členům, schvaluje programové prohlášení vlády.[2]
  - Schvaluje státní rozpočet a státní závěrečný účet.
  - Schvaluje rozpočty a kontroluje fungování právnických osob vytvořených zákonem.
  - Interpeluje členy vlády.
- Tvorbě a ustavování státních orgánů
  - Volí svého předsedu a místopředsedy. Zřizuje své výbory a podvýbory, jejich členy a předsedy.
  - Zákonem zřizuje nebo ruší ministerstva a další ústřední orgány státní správy.
  - Volí kandidáty na soudce Ústavního soudu a generálního prokurátora.
  - Do roku 1999 volili poslanci také prezidenta republiky.
- Rozhodování o domácí a zahraniční politice
  - Formou ústavního zákona dává souhlas se změnou hranic nebo o vstupu do státního svazku.
  - Dává souhlas s mezinárodními smlouvami, vyhlášením války, vysláním ozbrojených sil do zahraničí, přítomností zahraničních vojsk na území Slovenska.
  - Rozhoduje o návrhu na konání referenda.

### Hlasování
Národní rada je usnášeníschopná za přítomnosti nadpoloviční většiny všech poslanců.
K přijetí jejího usnesení je nutná nadpoloviční většina přítomných poslanců.
Nadpoloviční většiny všech poslanců je potřeba ke schválení:
- Přehlasování prezidentského veta.
- Souhlasu s mezinárodní smlouvou (dle článku 7 odst. 3 a 4 ústavy).
- Vyslovení nedůvěry vládě nebo členu vlády.[2]
- Volby předsedy a místopředsedů Národní rady.[4]

Třípětinová většina všech poslanců je nutná ke schválení:
- Ústavního zákona.
- Souhlasu s mezinárodní smlouvou (dle článku 7 odst. 2).
- Vyvolání referenda o odvolání prezidenta republiky.
- Na zrušení rozhodnutí prezidenta republiky dle článku 102 ods. 1 písm. j).
- Zkrácení volebního období Národní rady.
- Vyhlášení války.
- Souhlas se změnou hranic.
- Volby kandidáta na ústavního soudce. 
  - Pokud není zvoleb potřebný počet kandidátů ani při opakované volbě, tak se pro další volby užije nižší kvórum nadpolovoční většiny všech poslanců.

## Vedení
| Úřad          | Osoba | Osoba          | Poslanecký klub | Poslanecký klub | Období ve funkci | Období ve funkci |
| Úřad          | Osoba | Osoba          | Poslanecký klub | Poslanecký klub | nástup           | odchod           |
| ------------- | ----- | -------------- | --------------- | --------------- | ---------------- | ---------------- |
| Předseda      |       | Richard Raši   |                 | HLAS-SD         | 26. března 2025  | úřadující        |
| Místopředseda |       | Tibor Gašpar   |                 | SMER-SD         | 27. června 2024  | úřadující        |
| Místopředseda |       | Andrej Danko   |                 | SNS             | 25. října 2023   | úřadující        |
| Místopředseda |       | Peter Žiga     |                 | HLAS-SD         | 25. října 2023   | úřadující        |
| Místopředseda |       | Michal Šimečka |                 | PS              | 25. října 2023   | 17. září 2024    |
| Místopředseda |       | Martin Dubéci  |                 | PS              | 18. června 2025  |                  |

Vysvětlivky
1. ↑  Pověřený výkonem pravomocí předsedy od 7. dubna 2024 do 26. března 2025 po zániku mandátu předsedy Petera Pellegriniho, který byl zvolen prezidentem republiky.[5]

### Předseda NR
Předseda Národní rady SR je druhá nejvyšší ústavní funkce po prezidentu SR. Jeho hlavní úlohou je předsedat zasedáním Národní rady.

#### Seznam předsedů
- Ivan Gašparovič (1. ledna 1993 – 29. října 1998)
- Jozef Migaš (29. října 1998 – 15. října 2002)
- Pavol Hrušovský (15. října 2002 – 7. ledna 2006)
- Béla Bugár (zastupujíci předseda) (7. ledna 2006 – 5. července 2006)
- Pavol Paška (5. července 2006 – 8. července 2010)
- Richard Sulík (8. července 2010 – 13. října 2011)
- Pavol Hrušovský (13. října 2011 – 4. dubna 2012)
- Pavol Paška (4. dubna 2012 – 25. listopadu 2014)
- Peter Pellegrini (25. listopadu 2014 – 23. března 2016)
- Andrej Danko (23. března 2016 – 20. března 2020)
- Boris Kollár (20. března 2020 – 25. října 2023)
- Peter Pellegrini (25. října 2023 – 6. dubna 2024)
- Peter Žiga (zastupující předseda) (7. dubna 2024 – 26. března 2025)
- Richard Raši  (od 26. března 2025)

## Aktuální složení
Složení Národní rady po parlamentních volbách v roce 2023:
| Strana                                        | Počet mandátů | Podíl v % |
| --------------------------------------------- | ------------- | --------- |
| SMER – sociálna demokracia                    | 42            | 22.94%    |
| Progresívne Slovensko                         | 32            | 17,96%    |
| HLAS – sociálna demokracia                    | 27            | 14,70%    |
| Slovensko, Kresťanská únia, ZA ĽUDÍ (koalice) | 16            | 8,89%     |
| Kresťanskodemokratické hnutie                 | 12            | 6,82%     |
| Sloboda a Solidarita                          | 11            | 6,32%     |
| Slovenská národná strana                      | 10            | 5,62%     |

## Volby a složení
Všech 150 poslanců je voleno ve všeobecných přímých tajných volbách na 4 roky poměrným systémem v jediném volebním obvodu, který představuje celý stát. Pro strany je stanovena 5% uzavírací klauzule, 7%  pro koalici dvou nebo tří stran a 10% pro koalice čtyř a více stran. Voliči mohou přiděliti preferenční hlasy až 4 kandidátům na zvolené kandidátce. 
Poslancem může být zvolen slovenský občan starší 21 let, který má volební právo a má trvalý pobyt na území Slovenska. Na jednání učiněné v souvislosti s funkcí poslance se vztahuje poslanecká imunita. S funkcí poslance jsou neslučitelné funkce: prezidenta republiky, soudce, prokurátora, veřejného ochránce práv, příslušníka ozbrojených sil a příslušníka ozbrojeného sboru. Neslučitelnost během výkonu následujících funkcí je provedena formou tzv. klouzavého mandátu : člen vlády, státní tajemník, ředitel Slovenské informační služby, vedoucí Kanceláře prezidenta republiky, vedoucí ústředních orgánů státní správy.

### Národní rada 1992–1994
| 29  | 14   | 74   | 18  | 15  |
| SDĽ | MKDH | HZDS | KDH | SNS |

Po volbách vznikla druhá vláda Vladimíra Mečiara tvořená stranami HZDS a SNS. V roce 1994 byla vládě vyslovena nedůvěra. Nahradila ji přechodná vláda Jozefa Moravčíka tvořená stranami DEÚS (odštěpená od HZDS), KDH, SDĽ a NDS (odštěpená od SNS). Národní radou byl přijat ústavní zákon o zkrácení volebního období a termín předčasných voleb byl stanoven na 30. září a 1. října 1994.

### Národní rada 1994–1998
| 13  | 18 | 17 | 15   | 61   | 17  | 9   |
| ZRS | SV | MK | DEÚS | HZDS | KDH | SNS |

Po předčasných volbách vznikla třetí vláda Vladimíra Mečiara tvořená stranami HZDS, SNS, RSS (na kandidátce HZDS) a ZRS.

### Národní rada 1998–2002
| 23  | 13  | 15  | 43   | 42  | 14  |
| SDĽ | SOP | SMK | HZDS | SDK | SNS |

Po volbách vznikla první vláda Mikuláše Dzurindy tvořená stranami SDK, SDĽ, SMK a SOP.

### Národní rada 2002–2006
| 11  | 25   | 15  | 20  | 36   | 15  | 28   |
| KSS | SMER | ANO | SMK | HZDS | KDH | SDKÚ |

Po volbách vznikla druhá vláda Mikuláše Dzurindy tvořená stranami SDKÚ, SMK, KDH a ANO. Po vládní krizi, která vyvrcholila odchodem KDH z vlády byl Národní radou přijat ústavní zákon o zkrácení volebního období a byly vyhlášeny předčasné volby na 17. června 2006, přestože řádné volby se měly konat v září 2006.

### Národní rada 2006–2010
| 50      | 20  | 15      | 14  | 31      | 20  |
| SMER-SD | SMK | ĽS-HZDS | KDH | SDKÚ-DS | SNS |

Po druhých předčasných volbách, které se konaly 17. června 2006, vznikla první vláda Roberta Fica tvořená stranami SMER-SD, SNS a ĽS-HZDS. Jednalo se o první jednodenní volby a také první volby ve kterých mohli (korespondenčně) hlasovat občané žijící v zahraničí.

### Národní rada 2010–2012
| 62      | 22  | 14       | 15  | 28      | 9   |
| SMER-SD | SaS | Most-Híd | KDH | SDKÚ-DS | SNS |

Po volbách vznikla vláda Ivety Radičové tvořená stranami SDKÚ-DS, SaS, KDH a Most-Híd. Kvůli nesouhlasu koaliční strany Svoboda a Solidarita s posílením pravomocí Evropského nástroje finanční stability (euroval), spojila vláda hlasování v parlamentu s vyslovením důvěry celému kabinetu. Posílení eurozóny podpořeno nakonec nebylo a v den hlasování, 11. října 2011 nebyla vládě důvěra vyslovena. Parlament dva dny poté přijal ústavní zákon o zkrácení volebního období a stanovil termín předčasných voleb na 10. března 2012.

### Národní rada 2012–2016
| 83      | 11  | 13       | 16  | 11      | 16    |
| SMER-SD | SaS | Most-Híd | KDH | SDKÚ-DS | OĽaNO |

Po třetích předčasných volbách, které se konaly 10. března 2012 vznikla druhá vláda Roberta Fica tvořená stranou SMER-SD.

### Národní rada 2016–2020
| 49      | 11       | 10    | 19    | 21  | 11         | 15  | 14   |
| SMER-SD | MOST-HÍD | #SIEŤ | OĽaNO | SaS | Sme rodina | SNS | ĽSNS |

Po volbách vznikla třetí vláda Roberta Fica tvořená stranami SMER-SD, SNS, Most-Híd a #SIEŤ, v r. 2018 ji po politické krizi spojené s vraždou novináře Jána Kuciaka nahradila vláda Petera Pellegriniho tvořená stranami SMER-SD, SNS a Most-Híd.

### Národní rada 2020–2023
| 38      | 12      | 53    | 13  | 17         | 17   |
| SMER-SD | ZA ĽUDÍ | OĽaNO | SaS | Sme rodina | ĽSNS |

Po volbách vznikla vláda Igora Matoviče tvořená stranami OĽaNO, Sme rodina, SaS a ZA ĽUDÍ, v r. 2021 ji po rekonstrukci kabinetu nahradila vláda Eduarda Hegera tvořená stranami OĽaNO, Sme rodina, ZA ĽUDÍ, do září 2022 SaS a od března 2023 Demokrati (přechod některých poslanců OĽaNO a ZA ĽUDÍ). V r. 2023 ji nahradila úřednická vláda Ľudovíta Ódora. Poslanci přidali do ústavy možnost zkrácení volebního období Národní rady třípětinou většinou všech poslanců. Následně byly vyhlášeny předčasné volby.

### Národní rada 2023–2027
| 42      | 27      | 32 | 16                     | 12  | 11  | 10  |
| SMER-SD | HLAS-SD | PS | Slovensko, KÚ, ZA ĽUDÍ | KDH | SaS | SNS |

Čtvrté předčasné volby se konaly 30. září 2023. Po volbách vznikla čtvrtá vláda Roberta Fica tvořená stranami SMER-SD, HLAS-SD a SNS.

## Parlamentní rada
Parlamentní rada Slovenské republiky (slovensky Parlamentná rada Slovenskej republiky) je mimořádný orgán, jehož vznik předpokládá ústavní zákon o bezpečnosti státu. Má se skládat z vybraných poslanců Národní rady a v mimořádných situacích, kdy není možné konání běžné parlamentní zasedání, může v omezené míře svým rozhodnutím rozhodnutí Národní rady nahradit. Může být svolána pouze v případě vyhlášení války, válečného stavu, výjimečného stavu nebo nouzového stavu.
Parlamentní rada dosud nebyla nikdy svolána. Přestože v roce 2020 došlo z důvodu pandemie coronaviru a onemocnění poslanců k ochromení funkcí Národní rady, ke svolání Parlamentní rady nedošlo.

### Složení
V čele Parlamentní rady stojí předseda Národní rady. Dalšími členy jsou místopředsedové Národní rady, předsedové a místopředsedové jejích výborů a předsedové poslaneckých klubů. Parlamentní rada odpovídá za svou činnost Národní radě.
V 9. volebním období Národní rady (2023–2027) by hypotetický počet členů Parlamentní rady byl zhruba 50 až 60:
- Předseda Národní rady a 4 místopředsedové[14]
- 7 předsedů poslaneckých klubů[15]
- Předsedové a místopředsedové 19 výborů[16]

### Pravomoci
V nouzové situaci Parlamentní rada vykonává ústavní pravomoci Národní rady až do obnovení její činnosti, s výjimkou některých nejvýznamnějších kompetencí. Parlamentní rada nemůže:
- rozhodovat o ústavě a ústavních zákonech, volebních zákonech, zákonech o politických stranách a politických hnutích ani o zákonech upravujících způsob konání referenda,
- vyslovovat souhlas s mezinárodními smlouvami,
- rozhodovat o lidovém hlasování o odvolání prezidenta a podávat návrhy na vyhlášení referenda,
- podat ústavní žalobu na prezidenta republiky.

Rozhodování Parlamentní rady probíhá kolektivně; k přijetí usnesení je zapotřebí souhlas nadpoloviční většiny všech jejích členů. Po obnovení činnosti Národní rady musí být usnesení Parlamentní rady na jejím prvním zasedání schváleno nebo zrušeno. Usnesení, které není schváleno nebo je zrušeno, pozbývá platnosti.